# Ramat Adamit
Ramat Adamit (hebreiska: רמת אדמית) är en kulle i Israel.   Den ligger i distriktet Norra distriktet, i den norra delen av landet. Toppen på Ramat Adamit är 475 meter över havet.
Terrängen runt Ramat Adamit är kuperad. Runt Ramat Adamit är det ganska tätbefolkat, med 90 invånare per kvadratkilometer. Närmaste större samhälle är Nahariya, 13,3 km sydväst om Ramat Adamit. Trakten runt Ramat Adamit består till största delen av jordbruksmark.